# Resolució 916 del Consell de Seguretat de les Nacions Unides
La Resolució 916 del Consell de Seguretat de les Nacions Unides, aprovada el 5 de maig de 1994 després de reafirmar la Resolució 782 (1992) i totes les resolucions posteriors sobre Moçambic, el Consell va decidir renovar el mandat de l'Operació de les Nacions Unides a Moçambic (ONUMOZ) per un últim període que acaba el 15 de novembre de 1994 i examinar l'aplicació dels Acords de pau de Roma.
El Consell de Seguretat va recordar la importància de l'Acord General de Pau de Roma per a Moçambic i la seva oportuna implementació. El progrés va ser ben rebut al país, en particular l'anunci que es durien a terme eleccions el 27 i el 28 d'octubre, però també es va expressar preocupació pel retard en l'aplicació d'algunes parts dels acords.
El Consell va donar la benvinguda a l'observança de l'alto el foc, l'inici de la desmobilització, la transferència d'armes als dipòsits regionals, l'arribada de l'alt comandament i el començament de la formació per al nou exèrcit. Es va rebre el desplegament de policies observadors de les Nacions Unides i totes les parts van ser cridades a cooperar amb ells, i permetre l'ONUMOZ i la policia l'accés sense restriccions a les zones sota el seu control i que permeti la lliure activitat política.
El consell va rebre l'anunci de les dates de les eleccions i l'establiment d'una comissió electoral i dels seus funcionaris provincials. Es va expressar preocupació pels retards en l'execució de les parts dels Acords pel que fa a la desmobilització i la formació de les Forces de Defensa de Moçambic. El President de Moçambic i el RENAMO havien acordat accelerar el procés. L'1 de juny s'havien organitzat les forces i el 15 de juliol s'havia acabat el procés. En aquest sentit, el Consell va subratllar la necessitat de l'ONUMOZ a ser plenament informada del procés, tenir accés a les bases militars i garantir que el major nombre de soldats siguin entrenats abans de les eleccions. El desminatge també era important pel Consell, que va donar la benvinguda la intenció del secretari general Boutros Boutros-Ghali d'accelerar el procés.
També es fa una crida a la comunitat internacional en la resolució, demanant ajuda financera, tècnica i humanitària, alhora que es va elogiar el reassentament dels refugiats i desplaçats. Després d'estendre el mandat de l'ONUMOZ, es va observar que seria revisat el 15 de juliol de 1994, sobre la base d'un informe del secretari general.